# Ivan Kučírek
Ivan Kučírek (25. listopadu 1946 Břeclav – 5. února 2022 Brno) byl český cyklista.

## Závodní kariéra
Závodil v dráhové cyklistice, startoval za TJ Favorit Brno. Největších úspěchů dosáhl v kategorii tandemů. V roce 1971 získal bronzovou medaili na mistrovství světa ve sprintu (prohrál v semifinále s Danielem Morelonem. V roce 1976 získal na mistrovství světa v tandemech stříbrnou medaili (s Milošem Jelínkem). V letech 1980 až 1982 se stal v tandemech třikrát mistrem světa a v roce 1983 získal stříbrnou medaili (s Pavlem Martínkem). Získal 23 titulů mistra Československa. Startoval na třech olympijských hrách (1964, 1968 a 1972)